# ناستروند

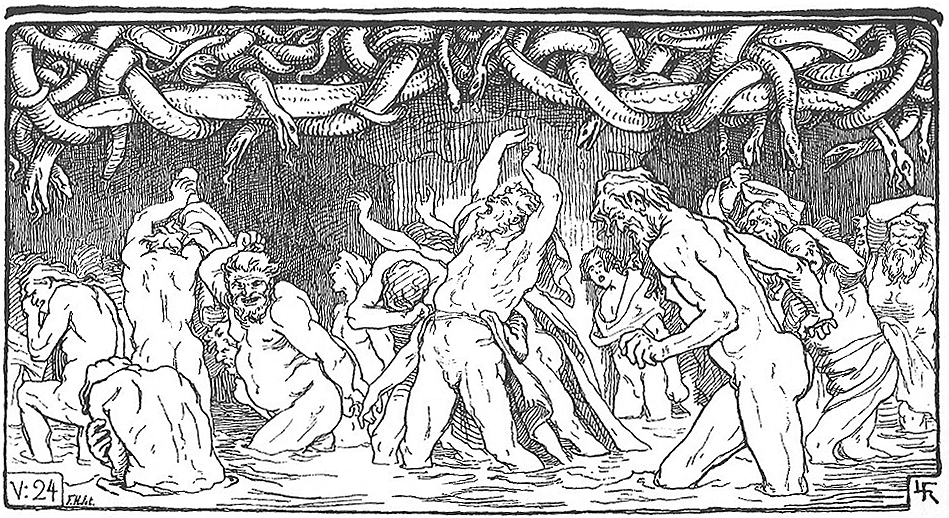
تصویری از ناستروند (۱۸۹۵) توسط Lorenz Frølich

ناستروند (انگلیسی: Náströnd) در اسطوره‌شناسی اسکاندیناوی، (ساحل جسد) مکانی در هل‌هایم است که در آن نیهوگر زندگی می‌کند و اجساد را می‌جود. این آخرت برای مجرمان قتل و زنا و سوگند است.